# 夏目亜紀
もしかして
- 夏目亜季

ではありませんか？